# Iglesia de la Asunción de Nuestra Señora (Canfranc)
La Iglesia de la Asunción de Nuestra Señora en Canfranc es una iglesia del siglo XII construida originalmente en estilo románico, fue donada por el rey Pedro II de Aragón al cercano Monasterio de Santa Cristina de Somport en el año 1202. El templo románico se remodeló en estilo renacentista en el siglo XVI, conformando la iglesia actual. 
Actualmente está incorporada al Sistema de Información del Patrimonio Cultural Aragonés, con el código de identificación Cipca_1-INM-HUE-001-078-011.

## Descripción
La iglesia se ubica en el centro de la población de Canfranc, junto al cauce del río Aragón.
Se trata de un edificio de planta rectangular con cabecera cuadrada (de 26,25 metros de largo por 11,35 metros de ancho, y con bóvedas de terceletes con ligaduras y claves decoradas, al igual que la primitiva capilla sur).
Presenta tres naves (de bóvedas de cañón, y comunicadas con la nave central mediante arcos de medio punto) divididas en cinco crujías, abriéndose a cada una de ellas dos y tres capillas de planta cuadrada. Las capillas del lado norte presentan cubierta con bóveda de arista, mientras que la segunda capilla del lado sur consta de una cúpula sobre trompas. Además, el edificio presenta una zona, también de planta cuadrada, situada junto al ábside de la cabecera, que hace las veces de sacristía. A los pies de la iglesia se eleva un coro alto.
Respecto a los materiales utilizados en el exterior son sillares en las esquinas y mampuesto en los lienzos de los muros, reforzados con nervios y clave central.
En el exterior se puede contemplar, de un lado, la torre-campanario que es de planta octogonal, presentando vanos en la pared superior al este y oeste, y con una cubierta de pizarra a ocho vertientes con faldones; y de otro, la presencia, en el lado oeste de la construcción, de un pórtico cubierto, como el resto del edificio, por techumbre de pizarra.

## Historia
El edificio románico fue construido en el tercer cuarto del siglo XII, siguiendo los cánones establecidos por el Papa de Roma y en estilo románico jaqués (el primer románico de España) popularizado por los primeros reyes de Aragón, reflejo de la apertura y europeización del joven reino a través del puerto de Somport y su ruta jacobea.
En el año 1202, la propiedad de la iglesia consagrada a la Asunción de Nuestra Señora fue donada por el monarca aragonés Pedro II al poderoso monasterio de Santa Cristina de Somport.
Su aspecto actual, carente de elementos románicos visibles, es fruto de varias intervenciones sufridas a lo largo de su historia. Una de las más relevantes fue la realizada por el maestro Juan de Segura a principios del siglo XVI, junto a los picapedreros Joan Vizcayno, Miguel de Andorca y Joan de Ygola (todos de origen vasco), que está debidamente documentada. Todo indica que fue entonces cuando se construyó la capilla mayor, de planta cuadrangular, cubierta con una bóveda de crucería estrellada.
La torre campanario octogonal se construyó poco después, a mediados del siglo XVI.
Sufrió un incendio en 1944 que tuvo consecuencias nefastas sobre todo para la cubierta de la nave central que quedó totalmente destruida, por lo que el edificio necesitó de una posterior restauración. De los retablos originales, sobrevivieron al incendio las tallas originales, así como el retablo barroco, salvado gracias a la colaboración vecinal.
Ya en el año 2000 el Gobierno de Aragón llevó a cabo la restauración de dos lienzos de la Inmaculada y el grupo escultórico de San Pedro y San Sebastián de la Iglesia de la Asunción de Nuestra Señora.
Se trata de la primera iglesia construida en la antigua villa de Canfranc bajo la advocación de Nuestra Señora.